# Маї Муракамі
Маї Муракамі (англ. Mai Murakami, нар. 5 серпня 1996, Саґаміхара (Канаґава)) — японська гімнастка. Бронзова призерка у вільних вправах Олімпійських ігор в Токіо, Японія. Учасниця Олімпійських ігор 2016. Перша в історії Японії призерка чемпіонату світу в багатоборстві. Чемпіонка та призерка чемпіонатів світу у вільних вправах.
Японською асоціацією гімнастики визнана спортсменкою 2017 та 2018 року.

## Біографія
Дитиною брала активну участь в телевізійних драмах та рекламних роликах.

## Спортивна кар'єра
Спортивною гімнастикою почала займатися в трирічному віці в клубі Ікетані в Токіо, Японія.

#### 2016
На Олімпійських іграх 2016 в Ріо-де-Жанейро, Бразилія, в фіналі багатоборства продемонструвала чотирнадцятий результат, в командній першості збірна Японії зупинилась за крок до п'єдесталу.

#### 2017
На чемпіонаті світу, що проходив у жовтні в Монреалі, стала чемпіонкою світу у вільних вправах.

#### 2018
На чемпіонаті світу в Досі, Японія, здобула бронзу в багатоборстві, що стала першою в історії жіночої збірної Японії призеркою в багатоборстві. У фіналі вільних вправ додала до скарбнички бронзову нагороду.

#### 2019
На відбірних змаганнях до чемпіонату світу отримала травму хребта, була за крок до завершення кар'єри. Пока спортом була три місяці.

#### 2021
До складу збірної Японії на домашні Олімпійські ігри кваліфікувалась завдяки двом перемогам на квітневому та травневому чемпіонатах Японії. Отримала капітанську пов'язку в жіночій збірній від Асукі Терамото, яка не встигла відновитись від розриву ахіллового сухожилля.
На  Олімпійських іграх в Токіо, Японія, в командних змаганнях та багатоборстві продемонструвала п'яті результати. Остання можливість заробити медаль для Маї та жіночої збірної Японії була у фіналі вільних вправ, де з результатом 14,166 балів розділила третю сходинку пьедесталу з представницею команди ROC Ангеліною Мельниковою та здобула бронзову нагороду.
На домашньому чемпіонаті світу в Кітакюсю здобула бронзову нагороду на колоді та перемогу у вільних вправах, після чого оголосила про завершення спортивної кар'єри.

## Результати на турнірах
| Рік  | Змагання         | КБ | ІБ | Опорний стрибок | Різновисокі бруси | Колода | Вільні вправи |
| ---- | ---------------- | -- | -- | --------------- | ----------------- | ------ | ------------- |
| 2015 | Чемпіонат світу  | 5  | 6  |                 |                   |        |               |
| 2016 | Олімпійські ігри | 4  | 14 |                 |                   |        | 7             |
| 2017 | Чемпіонат світу  |    | 4  |                 |                   | 4      | 1             |
| 2018 | Чемпіонат світу  | 6  | 2  |                 |                   |        | 3             |
| 2021 | Олімпійські ігри | 5  | 5  |                 |                   |        | 3             |
| 2021 | Чемпіонат світу  |    |    |                 |                   | 3      | 1             |